# Кристалл (противоградовая ракета)
«Кристалл-1», «Кристалл-2», «Кристалл-3» — это советские (российские) противоградовые ракеты калибра 82-мм, предназначенные для защиты сельскохозяйственных угодий от градовых облаков. Разработаны в НИИ прикладной химии (НИИПХ) в 1987-1995 годах. Изготовитель — Чебоксарское ПО им.Чапаева.

## Принцип действия
Ракета стартует с наклонной пусковой установки, затем производится подрыв  головной части кассетного типа. Особенность — мощный двухступенчатый пороховой двигатель.
Ракета «Кристалл-1» предназначена для гористой местности, «Кристалл-2» — для равнинной местности, «Кристалл-3» (другое название «Алазань-90») — модернизированный вариант двухступенчатой ракеты «Алазань-2М». По эксплуатационным параметрам эффективность выросла в 2-15 раз.

## Технические параметры
- реагент — йодистое серебро;
- тип головной части — специальный, модульный;
- число направляющих пусковой установки — 12.